# I. e. 395
Évszázadok: i. e. 5. század – i. e. 4. század – i. e. 3. század
Évtizedek: i. e. 440-es évek – i. e. 430-as évek – i. e. 420-as évek – i. e. 410-es évek – i. e. 400-as évek – i. e. 390-es évek – i. e. 380-as évek – i. e. 370-es évek – i. e. 360-as évek – i. e. 350-es évek – i. e. 340-es évek
Évek: i. e. 400 – i. e. 399 – i. e. 398 – i. e. 397 –  i. e. 396 – i. e. 395 – i. e. 394 – i. e. 393 – i. e. 392 – i. e. 391 – i. e. 390

## Események

### Perzsa Birodalom
- Parüszatisz, II. Dareiosz özvegye (és féltestvére) Szardeisz elvesztése miatt ráveszi II. Artaxerxész királyt, hogy kivégeztesse Tisszaphernész kis-ázsiai szatrapát, akit azóta gyűlölt, amióta az rosszul bánt fiával, a lázadása közben elesett Ifjabb Kürosszal.
- A Kis-Ázsiában a perzsákkal harcoló II. Ageszilaosz spártai király télen megerősíti lovasságát, tavasszal pedig sikerrel betör Lüdiába.
- Tisszaphernész helyét Tithrausztész veszi át aki fegyverszünetet köt a spártaiakkal, majd lefizeti őket, hogy északabbra vonuljanak és Pharnabazosz szatrapa kormányzóságát zaklassák.
- Pharnabazosz katonailag nem képes ellenállni a spártaiaknak, ezért, hogy elvonja figyelmüket, lefizeti Athént, Thébait, Korinthoszt és Argoszt hogy támadják meg Spártát.

### Görögország
- Megkezdődik a korinthoszi háború, amelyben Athént, Thébait, Korinthoszt és Argosz áll szemben Spártával. II. Ageszilaoszt visszahívják; a király átkel a Hellészpontoszon és Trákián keresztül visszatér a Balkánra.
- A spártaiak két sereget állítanak fel Lüszandrosz és Pauszaniasz király vezetése alatt; mindkettő Boiótiába tart, ahol Haliartosz városát veszik ostrom alá. Az előbb érkező Lüszandrosz ráveszi Orkhomenosz városát, hogy hagyja el a boiótiai szövetséget, de Haliartosz falai alatt az első támadásban elesik. Az egy nappal később érkező Pauszaniasz csak a holttesteket tudja visszaszerezni, majd visszatér Spártába, ahol mulasztásáért bíróság elé állítják. A várható halálbüntetés elől Tegeába menekül, helyét a trónon fia, I. Ageszipolisz veszi át.

### Itália
- Rómában consuli jogkörű katonai tribunusok: Publius Cornelius Cossus, Publius Cornelius Scipio, Kaeso Fabius Ambustus, Lucius Furius Medullinus, Quintus Servilius Fidenas és Marcus Valerius Lactucinus Maximus.

## Halálozások
- Lüszandrosz, spártai hadvezér
- Tisszaphernész, perzsa szatrapa